# Нижняя Терса
Нижняя Терса (укр. Нижня Терса) — река равнинного типа. Построено несколько прудов. Летом река очень мелеет. Используется для сращивания. Долина трапециевидная, шириной 1,5—2 км. Берёт начало у пгт Славгород (Днепропетровская область) Синельниковского района. Устье реки у села Писаревка (Синельниковский район).

## История
В местных легендах пересказывается о казаке Максиме Терсе, который впервые решился поселиться на берегах небольшой реки, очень сильно разливавшейся весной; именно по фамилии казака якобы и назвали реку. Но с научной точки зрения это объяснение названия вызывает сомнения. Украинский языковед Евгений Отин выводит название реки с тюркского прилагательного *ters, teris «неправильная», а именно за большой тупой угол, под которым она впадает в реку Волчью. Дословно: «та, что неправильно течёт». Другие считают, что название происходит от тюрк. ters «противоположная, обратная». Как указывает исследователь, такое название она получила потому, что первая на пути из Крыма, в отличие от других рек, течёт на север, то есть в обратном направлении.

## Притоки Нижней Терсы
Правые
- Балка Антонова

Левые
- Буруштайка
- Лубянка
- Парная
- Глудоватая балка
- Сухая балка